# Giovanni Waal
Giovanni Waal (Paramaribo, 25 mei 1989) is een Surinaams voetballer die speelt als aanvaller.

## Carrière
Waal begon zijn carrière bij SV Voorwaarts waar hij speelde van 2009 tot 2011. In 2011 maakte hij de overstap naar SV Leo Victor waar hij een seizoen speelde. In dat ene seizoen werd hij topschutter samen met Ulrich Reding van SV Boskamp. De volgende twee seizoenen bracht hij door bij SV Robinhood. In 2014 maakte hij de overstap naar Inter Moengotapoe waarmee hij landkampioen werd in 2014/15, 2015/16, 2016/17 en 2018/19. Hij won ook tweemaal de beker met de club in 2016/17 en 2018/19.
Hij speelde tussen 2010 en 2015 voor Suriname. Hij speelde 26 interlands waarin hij vier doelpunten maakte.

## Erelijst
- SVB-Eerste Divisie: 2014/15, 2015/16, 2016/17, 2018/19
- Surinaamse voetbalbeker: 2016/17, 2018/19
- Topschutter SVB-Eerste Divisie: 2011/12